# Nessie (Hansa-Park)
Nessie ist eine Stahlachterbahn des Herstellers Schwarzkopf GmbH im Hansa-Park in Sierksdorf. 1980 war sie die erste stationäre auf Kundenwunsch designte Achterbahn in Deutschland mit einem Vertikallooping (der ab 1979 betriebene Looping Star im Freizeitpark Kirchhorst war ein semitransportabler Schwarzkopf-Standardcoaster) sowie die größte Loopingachterbahn Europas. Von der Art entspricht der 18 Meter hohe Looping mit Kastenprofilkonstruktion denen, die unter anderem schon bei den transportablen Looping-Star-Achterbahnen des Herstellers eingesetzt wurden, die sonstige Streckenführung wurde aber individuell gestaltet.
Eine Besonderheit ist die Nähe der Familienachterbahn Royal Scotsman, deren Schiene durch den Looping der Bahn führt.

## Fahrt

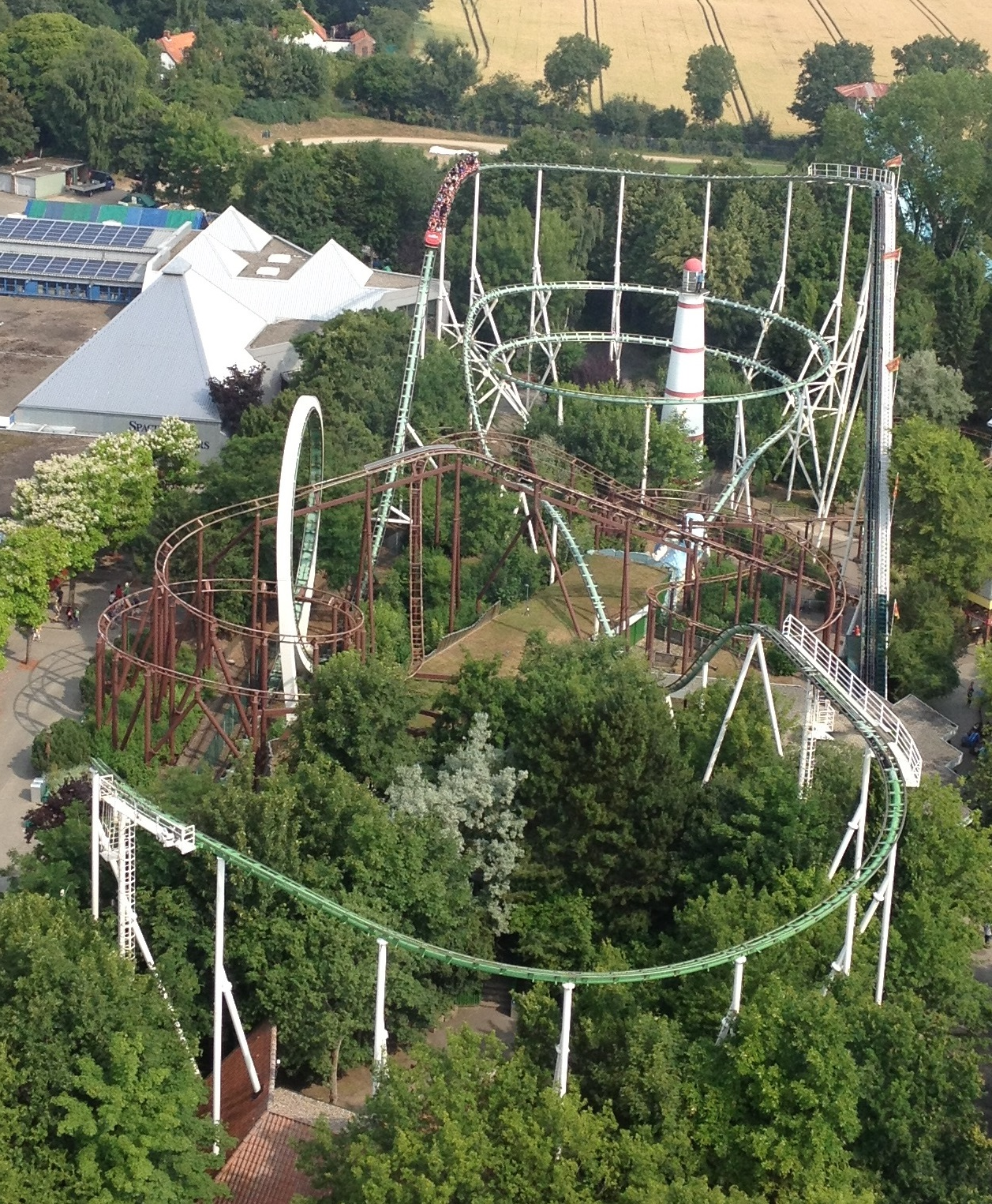
Übersicht

Nach der Station befördert der Kettenlift den Zug auf 26 Meter Höhe. Bevor der Zug den geraden First Drop, an den sich der Looping anschließt, hinabfährt, wird eine gering abschüssige 180°-Kurve durchfahren. Nach der Inversion fährt der Zug zu einer weiten 225°-Kurve hinauf, an deren Ende sich eine Blockbremse befindet. Es folgt eine Abfahrt mit einem Hügel, worauf der Zug eine 560°-Helix abwärts durchfährt. Auf Bodenniveau angekommen fährt der Zug in einen Tunnel ein und wird abgebremst. Danach fährt der Zug im Tunnel durch zwei 90°-Linkskurven zurück in die Station.

## Züge
Nessie besitzt drei Züge mit jeweils sieben Wagen für vier Personen in zwei Reihen mit je zwei Fahrgästen. Es kommen allerdings heute nur noch maximal zwei Züge gleichzeitig zum Einsatz. Als Rückhaltesystem kommen Schoßbügel zum Einsatz.

## Thematisierung
Zu Beginn der Saison 2019 wurde die bislang unthematisierte Station im Rahmen der Schaffung des neuen Themenbereichs "Bezauberndes Britannien" durch einen Nachbau des Eilean Donan Castle ersetzt. Der als großes Monstermaul, das die Bahn "verschluckte" gestaltete Tunneleingang wurde durch eine Öffnung in der Burgmauer ersetzt. Die letzte Kurve der Bahn, die zuvor nach der Tunnelausfahrt unüberdacht war, wurde nun ebenfalls eingetunnelt. Gleichzeitig wurden die Schienen dunkel lackiert und die Züge erhielten eine neue Lackierung. Der ursprüngliche Name der Bahn Nessie Superrollercoaster wurde in Nessie geändert. Außerdem erhielt die Bahn einen Soundtrack von IMAscore.

## Weiteres
- Mit der Achterbahn Aconcagua im argentinischen Park Parque de la Ciudad existierte von 1982 bis 2015 eine Schwesteranlage von Nessie – allerdings ohne Looping.[2]

## Zwischenfälle
- Im Juli 1981 kam es zu einem Auffahrunfall, wobei ein Zug im Bremstunnel der Anlage auf einen anderen, stehenden Zug auffuhr. Hierbei wurden 16 Personen verletzt. Als Ursache wurde technisches Versagen ermittelt. So habe die Sicherheitsbremse den vollbesetzten Zug zwar erheblich verzögern, aber nicht vollständig abbremsen können; einer der fünf Nocken, welche die Bremse auslösen sollten, sei defekt gewesen. Außerdem habe sich an der Innenseite der Bremsklötze eine dünne Schmierschicht gebildet. Nach Reparaturarbeiten ging das Fahrgeschäft bereits fünf Tage später wieder in Betrieb, allerdings aufgrund noch nicht vollständig abgeschlosser Arbeiten zunächst nur im Ein-Zug-Betrieb.[3]